# Patrick Tringale
Patrick Tringale, né à Toulon, est un écrivain et scénariste français, auteur de roman policier.

## Biographie
Il fait des études de psychologie à Nice. Il devient par la suite scénariste de séries télévisées. 
En 2016, il publie son premier roman, Caatinga, avec lequel il est lauréat du prix du roman d'aventures 2016.

## Œuvre

### Romans
- Caatinga, Éditions du Masque, coll. « Masque poche » (2016)  (ISBN 978-2-7024-4636-2)
- Mort à Béaga, Éditions du Masque (2022)  (ISBN 978-2-7024-4917-2)

### Scénarios
- 1995 : Cœurs Caraïbes (1 épisode)
- 1996 - 2008 : Sous le soleil (tous les épisodes)
- 1998 : Un homme en colère (1 épisode)
- 2001 : Une femme amoureuse (téléfilm)
- 2002 : Le Camarguais (1 épisode)
- 2002 : Louis Page (1 épisode)
- 2002 : Le Secret de la belle de Mai (téléfilm)
- 2005 : Trois femmes flics (1 épisode)
- 2008 : Pas de secrets entre nous (4 épisodes)
- 2008 - 2011 : Interpol (8 épisodes)
- 2013 : Le juge est une femme (1 épisode)
- 2021 : Les Invisibles de Chris Briant et Axelle Laffont

## Prix et distinctions

### Prix
- Prix du roman d'aventures 2016 pour Caatinga[1]